# Veyretia
Veyretia es un género de orquídeas perteneciente a la subfamilia Orchidoideae. Se encuentra en Sudamérica.

## EspeciesVeyretia
1. Veyretia aphylla (Ridl.) Szlach., Fragm. Florist. Geobot., Suppl. 3: 116 (1995).
2. Veyretia caudata (R.J.V.Alves) Mytnik, Richardiana 7: 5 (2007 publ. 2006).
3. Veyretia cogniauxiana (Barb.Rodr. ex Cogn.) Szlach., Fragm. Florist. Geobot., Suppl. 3: 116 (1995).
4. Veyretia hassleri (Cogn.) Szlach., Fragm. Florist. Geobot., Suppl. 3: 116 (1995).
5. Veyretia neuroptera (Rchb.f. & Warm.) Szlach., Fragm. Florist. Geobot., Suppl. 3: 116 (1995).
6. Veyretia rupicola (Garay) F.Barros, Hoehnea 30: 183 (2003).
7. Veyretia sagittata (Rchb.f. & Warm.) Szlach., Fragm. Florist. Geobot., Suppl. 3: 116 (1995).
8. Veyretia simplex (Griseb.) Szlach., Fragm. Florist. Geobot., Suppl. 3: 116 (1995).
9. Veyretia sincorensis (Schltr.) Szlach., Fragm. Florist. Geobot. 41: 862 (1996).
10. Veyretia szlachetkoana Mytnik, Richardiana 7: 5 (2007 publ. 2006).
11. Veyretia undulata Szlach., Fragm. Florist. Geobot. 41: 862 (1996).

- Datos: Q9093129
- Multimedia: Veyretia / Q9093129
- Especies: Veyretia